# Schizopathes amplispina
Schizopathes amplispina är en korallart som beskrevs av Opresko 1997. Schizopathes amplispina ingår i släktet Schizopathes och familjen Schizopathidae.
Artens utbredningsområde är Indiska oceanen. Inga underarter finns listade i Catalogue of Life.